# Guerras de los Diádocos
Las guerras de los Diádocos fueron una serie de conflictos en los que intervinieron las fuerzas de los sucesores de Alejandro Magno, que lucharon para repartirse el imperio de Macedonia desde el año 323 a. C. (cuando falleció Alejandro) al 281 a. C. (cuando se libró la batalla de Corupedio).

## El posible heredero al trono

### El intercambio con Babilonia

#### Las rápidas complicaciones
Cuando Alejandro Magno murió el 13 de junio del 323 a. C. en Babilonia, ninguno de sus camaradas pensaba en dividirse el imperio entre ellos. En primer lugar, porque el rey fallecido, tenía herederos y la lealtad hacia la familia real de los Argéadas era fuerte, si no entre los generales, por lo menos sí entre los soldados. La idea de un único imperio perduró durante una buena veintena de años, resistiendo a las fuerzas centrífugas, hasta la derrota final de Antígono I Monóftalmos. Además, aún después de la desintegración del imperio de Alejandro, su memoria siguió viva e inspiró las ambiciones de algunos soberanos, como Antíoco III el Grande.
Alejandro había tomado la precaución, al comienzo de su reinado, de hacer el vacío entre la numerosa parentela masculina, a menudo ilegítima, de su padre. De esta, solo quedaba un bastardo, mentalmente retrasado, Filipo Arrideo, al que Alejandro custodiaba a su lado. Con sus esposas legítimas, Alejandro no tuvo hijos, pero Roxana estaba a punto de dar a luz. Parece que en un primer momento, dos conceptos se enfrentaron en el seno del Consejo que siguió a la muerte del rey, entre los Amigos (philoi) y los Guardaespaldas (somatophylakes). Algunos, entre ellos Pérdicas, preferían la opción de fortalecer el gobierno central y su organización de forma drástica. Ptolomeo, y otros diádocos preferían por el contrario, la constitución de una asamblea de sátrapas, que se reuniera de vez en cuando, estructura bastante laxa, que permitiera una fuerte autonomía a las provincias y a sus dirigentes. En cualquier caso, se decidió esperar al nacimiento del hijo de Roxana: si se trataba de un varón sería rey. Pérdicas y Leonato, a los cuales prestó juramento el Consejo, fueron designados tutores temporales del futuro bebé de Roxana.
Esto se hizo sin contar con los soldados de infantería, que aceptaban mal la política de fusión de culturas propugnada por Alejandro Magno, y que se habían significado en el pasado en la sedición de Opis. La idea de que el futuro rey podría ser un medio-iraní, por parte de su madre, provocaba la oposición de la falange. Además, el general Meleagro, enviado por la Junta para negociar con los soldados, jugó su carta personal se puso del lado de los soldados. Parece que se estuvo cerca de la confrontación, (los diádocos y la caballería debieron abandonar Babilonia por un tiempo), pero se llegó a un compromiso, gracias al canciller de Alejandro Magno, Eumenes, que se benefició de su condición de no macedonio para lograr una conciliación. El medio hermano de Alejandro fue proclamado rey bajo el nombre de "Filipo III Arrideo", pero los derechos del niño por nacer se conservaron, y cuando este nació, fue proclamado rey con el nombre de Alejandro IV de Macedonia.

#### El reparto de los puestos

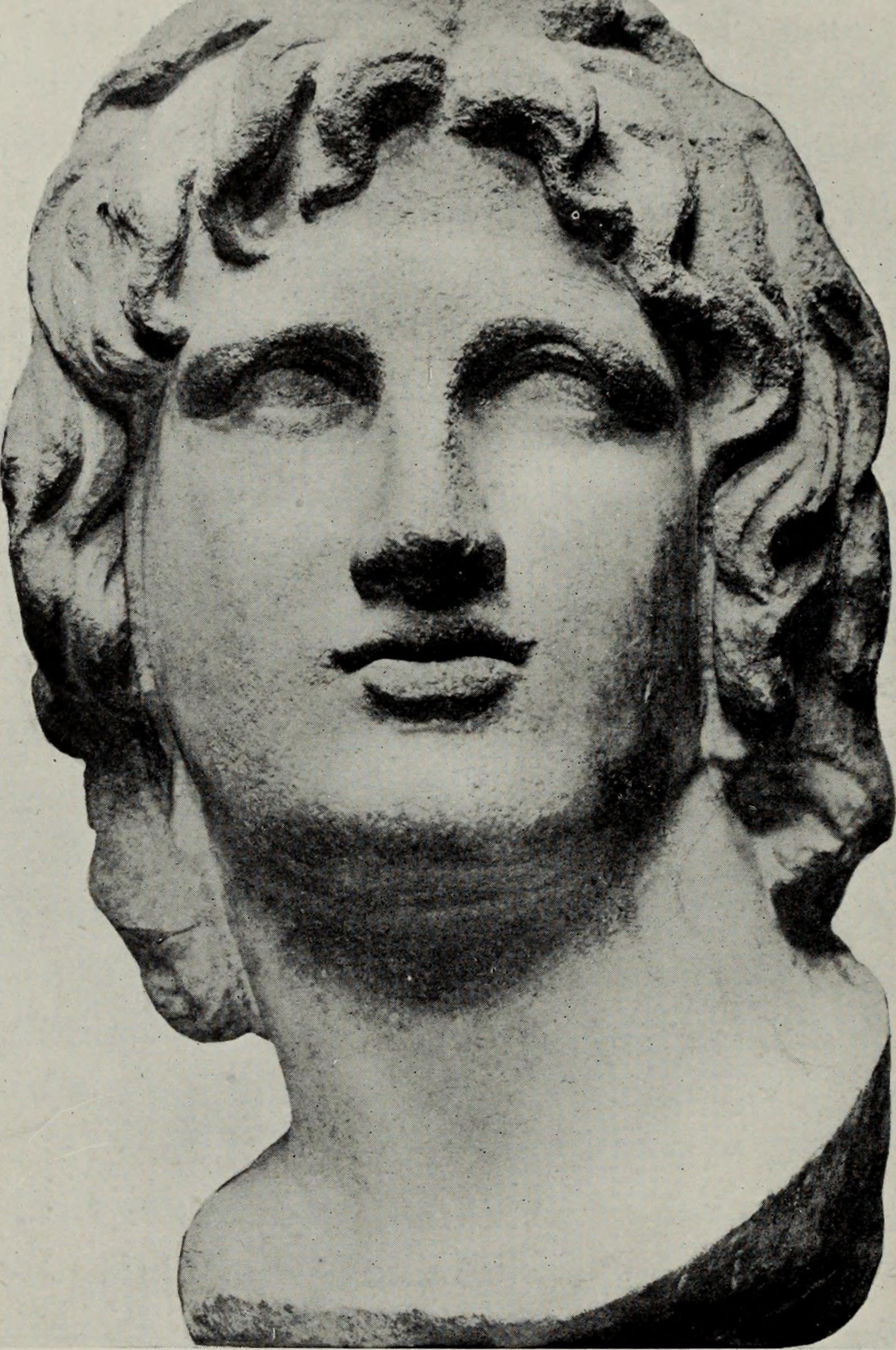
Alejandro Magno

No siendo ninguno de los reyes capaz de asumir las obligaciones del trono, se organiza un sistema organizado de distribución de los puestos en el seno del Consejo de Babilonia. Pérdicas es designado quiliarca del imperio, (equivalente a visir en la dinastía Aqueménida), y epimeleta (gobernador) del reino. Crátero, el oficial al que, sin duda, Alejandro tuvo mayor confianza después de Hefestión, se convierte en prostatés (tutor) de Filipo III, por su epilepsia y su retraso mental. En este momento, Crátero no se encuentra en Babilonia, sino en Cilicia, con 50.000 veteranos, en camino de vuelta a Europa. Antípatro conserva la regencia de Macedonia y Grecia (aunque antes de la muerte de Alejandro, iba a ser para Crátero), mientras que su hijo Casandro, que llegó a Babilonia, poco antes de la muerte del rey, es colocado a la cabeza del batallón de hipaspistas. Seleuco recibió el título de hiparca que le otorga el derecho al mando de la caballería de los Compañeros (mando prestigioso siendo ejercido antes que él por Hefestión y Pérdicas). La elección de Pérdicas como quiliarca no es de extrañar, ya que llevaba ese cargo con Alejandro, pero sin el título, y al que el rey agonizante confió el anillo real, cuyo sello autentificaba los actos de soberanía. Pérdicas se convierte oficialmente en ese momento en quiliarca, pero la tutela de los reyes, que se le escapa, es confiada a Crátero. Para marcar su nueva autoridad, Pérdicas hace ejecutar rápidamente a Meleagro entre una treintena de insurgentes de la falange.
El Consejo de Babilonia se traduce en una gran renovación de la cabeza de las satrapías, que puede resumirse así:
- Ptolomeo recibe Egipto (la satrapía más rica y más poblada), la que ambicionaba desde tiempo atrás
- Antígono I Monóftalmos es confirmado como jefe de Frigia, donde ya gobierna desde (333 a. C.) y obtiene Licia y Panfilia.[8]
- Lisímaco recibe Tracia (tomada a Antipater), a donde acude rápidamente para hacer frente a las revueltas.
- Leonato recibe Frigia helespóntica.
- Pitón recibe Media.
- Peucestas recibe Persis.
- Filotas recibe Cilicia.
- Arcón recibe Babilonia.
- Asandro recibe Caria.
- Atropates, uno de los pocos gobernantes asiáticos que permanecía en su puesto, conserva Atropatene.
- Eumenes de Cardia recibe Capadocia y Paflagonia con la condición de que las conquistase, ya que ninguno de estos dos territorios fueron tomados por Alejandro.

La revisión de una lista exhaustiva muestra la preponderancia neta de los macedonios. En efecto, se notan pocos griegos, (el caso de Eumenes, que debe apoderarse de los territorios que le han sido asignados es particularmente elocuente), y unos pocos soberanos asiáticos que Alejandro había mantenido en su cargo, tales como Poros y Taxiles en la India, Oxiartes en el país de los Paropanisades (como padrastro de Alejandro se hizo intocable). La partición de las satrapías hay que considerarla bajo un doble punto de vista. ¿Por qué en primer lugar, enviar tantos oficiales destacados a las cuatro esquinas del imperio? Por otra parte, ¿La elección de los beneficiarios tenía algún significado especial? A menudo se sugiere, habida cuenta de la suerte de Ptolomeo o Seleuco, que son los diádocos quienes exigieron la distribución de las satrapías. Dicho esto, y sin descartar las ambiciones a largo plazo de algunos, se guardaron de proponerlo. Oficialmente, lo que prima es la salvaguarda del imperio, y se impone la prestigiosa designación de oficiales en las provincias de un imperio aún frágil. Pérdicas probablemente no es infeliz al ver alejarse a rivales en potencia, vueltos aún más desafiantes tras la ejecución de Meleagro. Descartarlos presenta riesgos a largo plazo, pera gana tiempo para poder consolidar su poder.

#### El levantamiento bactriano

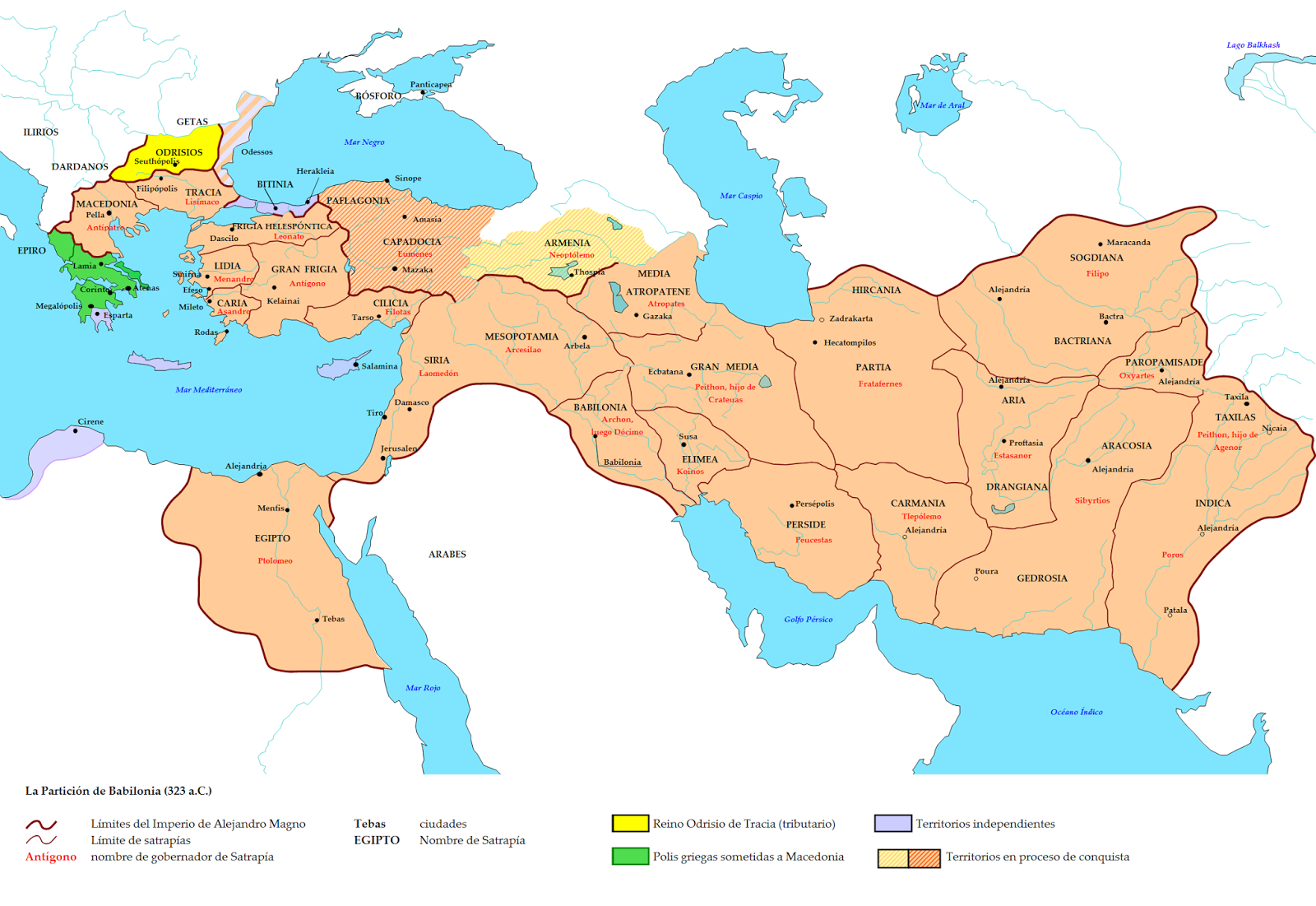
Distribución de las satrapías al morir Alejandro.

La crisis entre los diádocos y la falange no fue la única que se produjo después de la muerte de Alejandro. En Bactriana estalla una revuelta entre los colonos griegos instalados por Alejandro en los asentamientos militares, más o menos disciplinados, a fin de proteger esta frontera particularmente vulnerable. Considerándose a sí mismos como exiliados, exigen su repatriación desde 325 a. C.. Las colonias militares fundadas por Alejandro en Bactriana y en Sogdiana estaban, en efecto, pobladas mayormente por colonos griegos. Tras la muerte del soberano, este movimiento va cobrando impulso y se combina, aparentemente, con un levantamiento bactriano. Los rebeldes forman un ejército estimado en 20.000 hombres de infantería y 3.000 jinetes. Pérdicas pone entonces en pie un ejército integrado por macedonios designados al azar (porque eran reacios a regresar a las tierras de la Alta Asia) y por tropas orientales reclutadas en las distintas satrapías. Encarga a Pitón, sátrapa de Media, que termine con la insurrección. Este utiliza la traición para vencer a los colonos griegos pero, contrariamente a las órdenes de Pérdicas, quien le había ordenado exterminar a los insurgentes, acepta su rendición. Pero los soldados no respetan el tratado porque consideran que no tiene otro objetivo que servir a las ambiciones de Pitón, por lo que masacran a todos los colonos, con la intención de hacerse con el botín prometido por Pérdicas. Bactriana fue confiada entonces al sátrapa de Aria y Drangiana, el chipriota Estasanor de Soli, quien se hizo así con un vasto territorio.

#### La Guerra Lamiaca

Mapa del antiguo Imperio persa.

El principal peligro procedía de Grecia, donde se desencadenó una revuelta en Atenas dirigida por Hipérides contra Antípatro. Una gran coalición dirigida por Leóstenes, un magistrado de Atenas y jefe militar, reunió a las demás ciudades del Ática, de Etolia, de Lócrida y de Focia. A finales del año 323 a. C., Leóstenes venció en Beocia, tras lo cual se apoderó de las Termópilas, obligando a Antípatro a refugiarse en la ciudad de Lamia, de donde viene el nombre de guerra Lamiaca. La muerte de Leóstenes en una escaramuza bajo los muros de la ciudad, sustituido por Antífilo, no daña la combatividad de los griegos, quienes, gracias a la caballería tesalia, derrotan al recién nombrado sátrapa de Frigia, Leonato, quien muere en combate. Sin embargo, la llegada de refuerzos de Leonato permitió a Antípatro evacuar Lamia.
La llegada de Crátero con numerosas tropas y las dos derrotas navales que sufrió Atenas en el año 322 a. C. devolvieron el control de la situación a Antípatro. Los griegos fueron vencidos en agosto en Cranón, Tesalia y la coalición se disolvió. La represión fue particularmente severa, (Hipéridas fue ejecutado y Demóstenes se suicidó) y la democracia fue otra vez eliminada. Crátero se estaba preparando con Antípatro para perseguir a los etolios que se habían retirado a las montañas, cuando su atención fue desviada por los sucesos de Asia.

#### Noticias de las conquistas del este
En Oriente, la vitalidad militar del joven imperio no fue dañada por la muerte de Alejandro. Así, el año 322 a. C., en el que se puso un fin a la guerra Lamiaca, estuvo marcado por la rendición de Capadocia y la anexión de Cirenaica.
Capadocia, independiente bajo el dominio de Ariarates I, es concedida en el reparto de Babilonia a Eumenes de Cardia junto con Paflagonia y los países del Ponto Euxino hasta Trebisonda. Pero Leonato, quien debía dirigir la conquista, acabó muerto en la guerra Lamiaca, y Antígono rechazó encargarse de ella. Fue por tanto Pérdicas en persona quien dirigió la expedición. Acompañado por Filipo III marchó sobre Capadocia a la cabeza del ejército real. Ariarates puso en pie un ejército de 30.000 soldados de infantería y 5.000 de caballería. Estos efectivos imponentes no deben sorprender, pues Capadocia y Paflagonia, eran tierras tradicionales de reclutamiento, especialmente de caballeros. Parece además, que Ariarates no pagaba tributos, ni a Darío III, ni a Alejandro. Pérdicas venció a Ariarates en una o dos batallas, causando a las tropas capadocias 4.000 muertos y tomando 5.000 prisioneros. Ariarates fue capturado y crucificado, castigo que los aqueménidas aplicaban a los rebeldes. La ciudad de Laranda fue tomada, al igual que Isauria, pero la región del Ponto Euxino no fue alcanzada. Pérdicas negoció un armisticio con los capadocios e impuso a Eumenes a la cabeza de su satrapía.
Ptolomeo llegó a Egipto a finales del año 323 a. C., donde se enfrentó a Cleómenes, encargado por Alejandro de la administración financiera del país, del que se había convertido en sátrapa. Cleómenes fue mantenido en su cargo por Pérdicas para secundar y, sin duda espiar, a Ptolomeo. Este y los otros diádocos coincidieron en que el espionaje y los inevitables conflictos que iban a desarrollarse eran la mejor manera de debilitar la posición del ambicioso general. Pero Ptolomeo eliminó rápidamente el problema escuchando con atención las acusaciones de los egipcios contra Cleómenes, acusaciones de abusos al parecer bien fundadas. Este fue ejecutado rápidamente. Desembarazado de su rival, Ptolomeo se volvió hacia Cirenaica. Cirene estaba agitada por problemas políticos entre las diversas facciones y Tibrón, un mercenario espartano que había matado a Hárpalo en Creta, se hace con el poder. Tras ser expulsado de la ciudad por uno de sus generales, la asedia, y para complicar más las cosas, la ciudad conoce una revolución democrática. Algunos oligarcas se refugian junto a Ptolomeo, y consiguen convencerle de que aproveche la situación. El compañero de armas de Ptolomeo, Ofelo, es enviado con un ejército y aplasta a los cirenaicos, quienes se habían reconciliado con Tibrón. Tibrón es asesinado y Ofelo se convierte en gobernador de la Cirenaica bajo el control egipcio en 322 a. C..

## La primera guerra de los Diádocos (322 a.C.-319 a.C.)
El desvío por Ptolomeo del convoy funerario de Alejandro Magno (322 a. C.), con todo su valor simbólico, así como la inmediata anexión de Cirene, tuvieron un fuerte impacto. Estos acontecimientos de Egipto preocuparon a Pérdicas, cuya ambición desmesurada le procuró muchos enemigos. Este choque de ambiciones, claramente proclamadas, da lugar a la primera gran crisis tras el reinado de Alejandro.
Alejandro tenía el poder asegurado por su nacimiento, pero también por su genio y por la energía que desarrollaba para alcanzar sus objetivos. A su muerte, nadie estaba en condiciones de imponerse a los nobles macedonios, de los cuales, algunos no se creían indignos de suceder al conquistador. Más de treinta años de guerra bajo Filipo II y Alejandro desarrollaron fuertes personalidades entre la nobleza.
Pero el desmembramiento del imperio no resultó del choque de ambiciones individuales. Este imperio era demasiado vasto y dispar. A partir del momento en que la autoridad central se dividió, las fuerzas centrífugas propiciaron la división. Además, las monarquías helenísticas subsiguientes descansaban menos sobre un territorio que sobre la persona de sus soberanos, con las notables excepciones de Egipto y de Macedonia. Pero incluso los Lágidas de Egipto y los Antigónidas de Macedonia no dudaron en anexionar territorios fuera de sus fronteras.

### El fracaso de Pérdicas en Egipto
Pérdicas, una vez efectuado el reparto de Babilonia, ve con buenos ojos la partida de las personalidades más fuertes hacia sus satrapías respectivas. Rápidamente, hace ejecutar a Meleagro, el comandante de la infantería macedonia, ya que su comportamiento después del reparto había sido sospechoso. Luego ayuda a Eumenes a entrar en posesión de Capadocia, tras la renuncia de Antígono. Eumenes se revela de una fidelidad tenaz a la causa de la unidad imperial.
Pérdicas recibe el apoyo de la reina madre, Olimpia, que le ofrece casarse con su hija, Cleopatra de Macedonia, hermana de Alejandro. Pero Pérdicas duda. Enredado en la guerra en Asia Menor, en apoyo de Eumenes, se enemista con Antígono. Irritada por la espera, Cleopatra se niega ahora a casarse con Pérdicas. Antígono encuentra refugio en Antípatro y Crátero, que son aliados de Ptolomeo. Pérdicas decide entonces atacar a Ptolomeo, en 321 a. C. pero le subestima, ya que este era uno de los mejores oficiales de Alejandro. Además, la frontera oriental del delta del Nilo es relativamente fácil de defender. Pérdicas intenta forzar su paso a través del Nilo teniendo lugar la Batalla del Baluarte De Los Camellos, donde es derrotado por Ptolomeo, luego realiza una marcha forzada al sur, hasta llegar a la orilla opuesta a Menfis, donde intenta cruzar nuevamente, pero sus elefantes, que hacían de represa viviente, río arriba, para bajar el caudal de agua y facilitar así el cruce, resbalan, y el río se vuelve profundo y caudaloso nuevamente, muchos de sus soldados se ahogan o son devorados por cocodrilos en su intento de volver al banco oriental del Nilo perdiendo 2.000 hombres. En su misma tienda, es asesinado por sus oficiales, Antígenes, Pitón y Seleuco. Ptolomeo es lo suficientemente prudente para no tomar el título de quiliarca. Confía a Pitón y a Arrabeo la protección de los dos reyes, y espera la llegada de Antígono, Crátero y Antípatro.

### La guerra en Asia Menor
En la primavera de 321 a. C., Antígono desembarca sus tropas en Éfeso, mientras que Antípatro y Crátero atraviesan el Helesponto. Eumenes debe abandonar Frigia, refugiándose en su satrapía de Capadocia, y alerta a Pérdicas del desembarco. El quiliarca, estacionado entonces en Cilicia con los reyes, decide marchar sobre Egipto, mientras que Eumenes se encarga de defender Asia Menor contra el regente de Europa y sus aliados. El título de strategos autokrator da a Eumenes el mando de los ejércitos de Asia menor, que están en esta época bajo control de Alcetas, hermano de Pérdicas, y de Neoptólemo, sátrapa de Armenia. Esto pone en aprietos a Eumenes, pues Alceras rehúsa colaborar, y se repliega a Pisidia. El motivo es que sus soldados «tenían vergüenza de combatir contra Antípatro, y no tenían más que buenos sentimientos hacia Crátero». Por su parte, Neoptólemo, jefe de los hipaspistas de Alejandro, no mostró nunca consideración hacia Eumenes, el «escriba griego», y acepta las propuestas de alianza de Antípatro, retirando gran parte de la falange macedonia. Eumenes recibe a embajadores del regente de Macedonia, pero rehúsa toda negociación. Cuando intercepta a Neoptólemo en la Frigia helespóntica en abril de 321 a. C., consigue la victoria, y refuerza su infantería con un fuerte contingente de caballeros capadocios. Eumenes se apodera además de los bagajes de la falange, que termina por aliarse con él. Neoptólemo consigue escapar, con un pequeño contingente de caballeros, y se refugia con Crátero. Antípatro trata, sin éxito. de concluir una alianza con Eumenes, por lo que se decide que Crátero y Neoptólemo marchen contra él, mientras que Antípatro debe llegar a Cilicia para combatir a Pérdicas.

### La muerte de Crátero
La batalla decisiva entre adversarios y partidarios de Pérdicas tuvo lugar diez días después, oponiendo a Eumenes y Neoptólemo. Advertido de la llegada inminente de Crátero, Eumenes reagrupa su ejército y utiliza hábilmente el mito de Alejandro ante sus hombres: Dos Alejandros se le habrían aparecido en sueños, uno protegido por Atenea, y el otro por Deméter, y se enfrentan en combate, resultando vencido el protegido de Atenea. Eumenes utiliza entonces, como lema, «Déméter y Alejandro» y pide a sus soldados coronarse con espigas de trigo, símbolo de la diosa. Parece, incluso, que Eumenes calla a sus tropas que van a combatir contra Crátero en persona., aunque es más probable que se contentase con no colocar en el ala izquierda a ningún macedonio, ya que no se hubieran atrevido a combatir a Crátero.

### Segunda partición 321 a.C. y muerte de Antípatro
La situación después de este encuentro es bastante confusa. Parece que estalló una nueva revuelta, fomentada sin duda por Eurídice, la esposa de Filipo III, que al contrario que su marido, era sana de espíritu y muy ambiciosa. El tutor real, después del reparto de Babilonia, era Crátero, aunque la tutela efectiva la ejerciese Pérdicas. La muerte de Crátero la deja el campo libre, al menos así lo cree ella. Al principio, trata de imponerse a Pitón y a Arrideo, a quien Ptolomeo ha encargado dirigir el ejército de Pérdicas. Su fracaso no la desanima, y es probablemente el origen de la revuelta que estalla en Triparadiso contra Antípatro. Euridice utiliza el descontento del ejército, que reclama las gratificaciones prometidas por Alejandro, y acusa a Antípatro en público. Antígono Monóftalmos y Seleuco son desautorizados cuando toman la defensa de Antípatro. Antígono acaba por traer sus tropas y retomar el control. pero este episodio muestra la fragilidad de la situación para cada uno de los diádocos. El ejército, según la costumbre macedonia, es el depositario de la voluntad nacional, y puede por tanto intervenir en la elección del soberano. 
La principal decisión tomada en Triparadiso es confiar la regencia a Antípatro. Es jefe del ejército, ya que a su llegada, Pitón y Arrideo le han transmitido provisionalmente el poder, pero también es jefe del gobierno y tutor de los reyes. Se decide un nuevo reparto de las satrapías, para tener en cuenta la nueva situación política. Por supuesto, Ptolomeo se mantiene en Egipto, con la posibilidad de intervenir en el oeste. Esto se traduce en que el gobierno central le cede sus prerrogativas en la frontera sur del imperio. Seleuco se convierte en sátrapa de Babilonia. Este cambio es importante, porque en 323 a. C. había preferido el prestigioso cargo de hiparca, pero ahora prefiere ostentar un gobierno provincial. Las fuerzas centrífugas entran en acción y ciertos diádocos las comprenden perfectamente. Otros son recompensados por haber participado en el complot contra Pérdicas, como Antígenes y Pitón.
Antígono ve crecer sus dominios como sátrapa de Frigia, Licia y Panfilia, añadiendo Licaonia. Sobre todo se encarga de poner fin a la guerra con Eumenes, cuyo dominio es colindante con el suyo. Antípatro le confía el mando efectivo del ejército con el título de «strategos de Asia», y le deja la custodia de los reyes. Es de hecho un virrey; ningún otro diádoco tiene tanto poder, salvo quizá, Ptolomeo. Sin embargo, Antípatro le manda como segundo al mando a su propio hijo, Casandro. El mal entendimiento entre Antígono y Casandro resulta fatal, pues ninguno quiere ocupar el segundo lugar. La situación estalla poco después. Casandro es desheredado por su padre, pero le convence de que no debe separarse de los reyes, que marchan con Antípatro a Macedonia. Esto supone un gesto de desconfianza hacia Antígono, pero no es el momento de enfrentarse a él, así que como compensación,  entrega a su hija Fila, como esposa a Demetrio, el hijo de Antígono. Esta unión no sería feliz, pero refuerza provisionalmente la alianza entre los dos diádocos.

#### La regencia de Antipatro (321 a.C.-319 a.C.)
La preeminencia de Antípatro dura alrededor de dos años. Está marcada por la reanudación del conflicto contra los etolios, que aprovechando la partida de Antípatro y Crátero para Asia, habían invadido Tesalia. Esta es reconquistada por Poliperconte, ayudado por una invasión de los acarnanios, sin duda suscitada por Antípatro.
En Asia, Antígono casi acaba con Eumenes y los últimos partidarios de Pérdicas. Eumenes, mal secundado por Alcetas (el hermano de Pérdicas), que muere en Pisidia, con 500 caballeros y 200 infantes, se refugia en la fortaleza de Nora, en los confines de Capadocia y Licaonia.
Antípatro muere poco después, en 319 a. C., a la edad de 78 años. Con él desaparece el último compañero de Filipo II. Aunque no participó en la expedición de Alejandro Magno, ha hecho posible mantener la tutela macedonia sobre Grecia. Su sucesión va a reactivar los conflictos entre los diádocos.

### Antígono Monóftalmos, o la última tentación imperial
La muerte de Antípatro va a aumentar la ambición de Antígono en Asia. Dueño de la mayor parte de Asia menor, y vagamente emparentado con la dinastía argéada, se juzga a sí mismo como el único capaz de encarnar la idea imperial. También es la personalidad que domina la compleja historia del Oriente helenístico durante los quince años siguientes. No es que a las personalidades de los otros diádocos les faltara grandeza o energía, pero comparados con Antígono, sus ambiciones parecen limitarse a construirse un espacio personal en el imperio de Alejandro, mientras que Antígono tiene la voluntad de dominarles. Ciertamente no era uno de los oficiales más prestigiosos de Alejandro. Había sido sátrapa de Frigia, pero no había ocupado un puesto de mando de primer nivel. Sin embargo, a los 65 años revela su talento militar contra los partidarios de Pérdicas, siendo secundado por su hijo, Demetrio Poliorcetes, uno de los capitanes más brillantes del momento.

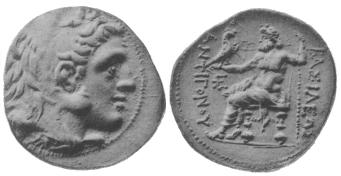
Pieza con la efigie de Antígono, con la inscripción ΒΑΣΙΛΕΩΣ ΑΝΤΙΓΟΝΟΥ / BASILEÔS ANTIGONOU, « Rey Antígono »

## Segunda guerra de los Diádocos (319 a.C.-315 a.C.)
Pronto estalló de nuevo la guerra. Antípatro no tenía confianza en su hijo Casandro, así que había nombrado a Poliperconte como su sucesor en la regencia de Macedonia. Entonces estalló la guerra civil entre Casandro, apoyado por Antígono y Ptolomeo,  y Poliperconte. 

### La coalición contra Poliperconte
Mientras que Poliperconte se hace con el poder de la regencia, Casandro solo obtiene el cargo de quiliarca de la caballería, título que ya había recibido en Triparadiso. La edad de Poliperconte, su falta de prestigio, y la ambición de Casandro, llevan al conflicto. Además, el nombramiento de Poliperconte no posee ninguna base política, ya que no emana de un compromiso entre los diádocos.
Casandro se va a aliar primero con Ptolomeo, que acaba de arrebatar la satrapía de Siria-Fenicia a Laomedonte, por lo que entra en conflicto con el poder central, representado por Poliperconte. Este busca aliados, por lo que proclama la libertad de los griegos en un edicto y se acerca los demócratas, mientras que en Asia busca la alianza de Eumenes, al que nombra «strategos de Asia», título que había recibido Antígono en Triparadiso. Así se enfrentan dos fuerzas antagonistas en el interior del imperio.

### Casandro se impone en Grecia y Macedonia

#### Lucha por el control de Atenas
El edicto de Poliperconte pone en apuros a Foción, jefe de la facción oligárquica de Atenas, y a Nicanor, jefe de la guarnición macedonia. En un principio triunfa la facción democrática, pero la llegada de Casandro revierte la situación. Ejecuta al jefe del partido demócrata, y mantiene a Atenas dentro de su alianza. 
Casandro parte para Macedonia, y se entiende con la reina Eurídice, por lo que puede proclamarse regente, mientras que Poliperconte, que no controla más que el Peloponeso, es despojado de su título. Casandro marcha entonces contra Poliperconte, y sitia Tegea, pero Poliperconte acude a Olimpia, la reina madre que reside en Epiro, y esta le presta ayuda, invadiendo Macedonia. Eurídice es arrestada, mientras intentaba huir a Anfípolis.

#### El asesinato de Filipo III y Olimpia
En septiembre de 317 a. C., Olimpia hace asesinar a Filipo III por sus soldados tracios, y obliga a Eurídice a suicidarse. Hace, igualmente, ejecutar a 100 de los partidarios de esta, entre ellos a Nicanor, el hermano de Casandro. Este reacciona con rapidez, y mientras sus oficiales rechazan a Poliperconte, él pone a sitio a Pidna, donde está Olimpia. La ciudad se rinde, y Casandro, que teme la influencia de la reina madre, la hace asesinar, y se apodera de Alejandro IV y de Roxana. 
En adelante, se comporta como un rey sin título. Además, se une a la dinastía de Alejandro, al casarse con Tesalónica, una de las hijas de Filipo II.

### Antígono se impone en Asia (319 a.C.-316 a.C.)

#### Primer triunfo de Antígono
La lucha que se abre en Asia es sobre todo entre Antígono Monóftalmos y Eumenes. Este consigue invertir la situación en verano de 319 a. C., tras recibir fondos de Poliperconte, y el título de strategos. Levanta tropas y sabe eclipsarse hábilmente ante el recuerdo de Alejandro Magno. Para ello, alza en la tienda de su estado mayor el trono real, el cetro y la diadema, y redacta las órdenes en nombre del rey difunto. De esta manera, liga sus acciones a la causa oficial de la defensa de la monarquía, mientras que extiende el culto de Alejandro. Eumenes, un griego, contrasta fuertemente su personalidad refinada con el orgullo de los diádocos. Al principio, desciende por Fenicia, prudentemente abandonada por Ptolomeo, que se repliega al sur de Siria. Entonces le llega la noticia de un nuevo triunfo de Antígono. 
Poliperconte había encargado al almirante macedonio Clitos, vencedor de la flota ateniense en la guerra lamiaca, impedir la llegada de las fuerzas de Lisímaco, sátrapa de Tracia. El dominio del mar era vital para Poliperconte, para poder unir sus esfuerzos con Eumenes. Clitos resulta vencedor en el mar, pero Antígono, con la ayuda de Nicanor, uno de los oficiales de Casandro, consigue transferir sus tropas a la orilla europea del Helesponto, y destruye el campamento y la flota enemiga amarrada en 318 a. C.

#### Disturbios en la parte oriental del imperio
Eumenes abandona Fenicia en el verano de 318 a. C., hacia Babilonia, a fin de aprovechar los disturbios que acaban de estallar en la parte oriental del imperio. Pitón, el sátrapa de Media, había tratado de crear un principado en la meseta iraní, apoderándose de Partia, para darla a su hermano Eudamos. Derrotado por una coalición de sátrapas liderada por Peucestas, que gobierna Persia, se refugia con Seleuco en Babilonia. Eumenes, que pasa sus cuarteles de invierno en Babilonia, intima a Seleuco y a Pitón a unirse a él contra Antígono, pero ellos rehúsan. Eumenes pasa entonces el Tigris en condiciones difíciles, ya que Seleuco ha hecho abrir los diques. Finalmente, Seleuco le deja pasar a Susiana, al este de Babilonia, para reunirse con sus aliados, con su ejército de 40.000 hombres y 120 elefantes.

#### Victoria de Antígono
Antígono llega a Mesopotamia en el verano de 317 a. C., y recibe el apoyo de Pitón y Seleuco. Ambos marchan sobre Susa, donde Seleuco comienza el asedio, mientras Antígono se dirige contra Eumenes. La tentativa de atravesar el río Coprates es un desastre, donde Antígono pierde miles de hombres, así que decide remontar hacia Media. Eumenes se retira hacia Persia, al sudeste. La confrontación tiene lugar en otoño de 317 a. C. en la batalla de Paraitacene. Antígono resulta incapaz de vencer a Eumenes, sus pérdidas son mayores que las de su adversario, y se retira a Media.
Entonces, Antígono emprende el proyecto de sorprender a su adversario en sus cuarteles de invierno. Por caminos escarpados, estimados impracticables para un ejército, cae sobre los acantonamientos diseminados de Eumenes. Este consigue al menos reunir sus tropas para una última batalla, que tiene lugar a comienzos de 316 a. C., la batalla de Gabiana.  Antígono, aprovechando la nube de polvo que se levanta en el campo de batalla, se apodera del campamento. Pero los Argiráspidas de Eumenes parecen irresistibles, sobre todo el ala izquierda, reforzada para combatir al ala derecha enemiga, donde está Antígono. Finalmente, la traición de Peucestas y su caballería decide la batalla. Los Argiráspidas entregan a Eumenes, a cambio de sus mujeres y niños tomados en su campamento. Eumenes es ejecutado.

#### Antigono actúa como jefe
Apenas ha vencido a Eumenes, y mientras que su aliado Casandro se impone en Macedonia contra Olimpia, Antígono se lanza a un vasto movimiento de reorganización de Asia, comportándose como un soberano. Descarta sin contemplaciones a los sátrapas, para sustituirlos por hombres suyos. Así sucede con Peucestas, al que debe, sin embargo debe su victoria contra Eumenes, que es descartado en Persia, donde es muy popular. Pitón de Media es ejecutado, y Antígono llega a Babilonia, a pedir cuentas a Seleuco. Este debe su salvación a la huida, y Antígono, imitando en esto a Alejandro, no duda nombrar a persas para los cargos importantes. En 316 a. C. es el más rico y poderoso de los diádocos.

## Tercera guerra de los Diádocos (314 a.C.-311 a.C.)

### Primera coalición contra Antígono
Seleuco encuentra refugio con Ptolomeo en Egipto. Le es fácil convencer al Lágida del peligro que constituye el aumento del poder de Antígono. El precedente del ataque de Pérdicas a Egipto en 322 a. C. demuestra que, para todo candidato a la restauración del poder imperial, la independencia y la riqueza de Egipto constituyen una amenaza. Además, Ptolomeo desea Siria, que ya ocupó provisionalmente en 318 a. C., y que ahora controla Antígono. 
Se envían embajadores a Casandro y Lisímaco, inquietos también por los proyectos de Antígono, y se forma una coalición de los tres diádocos. Se lanza un verdadero ultimátum a Antígono, que reclama un nuevo reparto de las satrapías, lo que supondría desmantelar su dominio. El viejo diádoco, (Antígono tiene 68 años) se declara presto para la guerra.
Antígono desea llevar la guerra a Europa, pues es, al menos nominalmente, la cabeza del imperio. Además, espera probablemente apoderarse del rey superviviente, Alejandro IV, el hijo de Alejandro. Pero es retenido en Asia por sus adversarios, y no interviene en Grecia y Macedonia más que por medio de intermediarios y aliados.

### La guerra en Asia
En Asia, hasta 313 a. C., los combates se limitan a un enfrentamiento entre Antígono y Ptolomeo. El sátrapa de Egipto es un general prudente, poco inclinado a jugárselo todo en una batalla, y no le gusta alejarse de sus bases. Así que abandona Siria, evitando enfrentarse con Antígono, y deja una fuerte guarnición en Tiro, que resiste casi un año (315-314 a. C.). Ptolomeo confía su flota a Seleuco, que lleva a Chipre y Asia Menor. Para Antígono, este período es favorable, aunque la toma de Tiro no le permite acceder a Egipto, muy fortificado. Decide entonces apoderarse de Asia menor, mientras que manda a sus sobrinos, Telesforo y Polemón desembarcar en Grecia.  
Es entonces cuando Ptolomeo comprende que su cautela ya no resulta apropiada, y reacciona. Se apodera de Chipre, y se aprovecha del ardor imprudente de Demetrio, al que vence en la batalla de Gaza. Siria y Fenicia vuelven a sus manos. Al mismo tiempo, Seleuco franquea en 312 a. C. los territorios controlados por Antígono, y abre un tercer frente de batalla, tras Siria y Grecia. Antígono contraataca y obliga a Ptolomeo a evacuar de nuevo Siria y Fenicia, pero no se atreve a atacar Egipto, preocupado por Seleuco.

### La paz de 311 a.C.
En 311 a. C., ninguno de los diádocos había conseguido una ventaja decisiva, por lo que se hacía sentir la necesidad de una tregua. Por ello, los plenipotenciarios de Lisímaco y Casandro toman contacto con Antígono, a los que pronto se les unen los de Ptolomeo. La paz firmada es conocida por una breve alusión de Diodoro, y por un texto epigráfico incompleto descubierto en la ciudad de Skepsis en Troade
Las dos principales disposiciones del tratado son que cada uno conserva sus posesiones, y se proclama oficialmente la libertad de los griegos. Antígono permanece como «strategos de Asia», lo que hace que de facto, Seleuco se convierta en sátrapa rebelde. Antígono aparece como el vencedor provisional del conflicto. Su imperio, centrado en Asia menor está intacto, a excepción de Babilonia, en poder de Seleuco. Además, se queda con los tesoros que sus adversarios deseaban arrebatarle. También estima como favorable la proclamación de la libertad de las ciudades griegas, ya que todos los diádocos las tienen en sus estados, aunque es un arma de doble filo, que también puede volverse contra él.
Sin embargo, Antígono no ha logrado ninguno de sus objetivos. Ninguno de sus adversarios ha sucumbido, y debe reconocer a Casandro como «strategos de Europa», y tutor de Alejandro IV. Como la mayoría de edad del rey se acerca, hay una amenaza para todos los diádocos, ya que puede disponer de sus funciones. Por eso, la paz contiene en sí la extinción de la dinastía argéada, ya que conviene a todos ellos. En definitiva, este arreglo mantiene el statu quo, lo que vistas las circunstancias, no es de extrañar. 
Por esas fechas, Casandro asesina al joven rey Alejandro IV, y a su madre, Roxana, poniendo fin a la Dinastía argéada, que había gobernado Macedonia durante varios siglos. Por el momento, los generales siguieron reconociendo a Alejandro como rey, ya que Casandro no anunció su muerte, pero parecía claro que antes o después, algunos o todos reclamarían el trono.

## Guerra de Babilonia (311 a.C.-309 a.C.)
La paz de 311 a. C. no es más que una simple tregua, que se revela de corta duración. En efecto, Seleuco rechaza a los generales enviados contra él por Antígono, y extiende su gobierno a todas las satrapías interiores, hasta la India. Tanto Antígono, como su hijo Demetrio, son derrotados por Seleuco, con lo que se acaba con cualquier posibilidad de restauración del imperio de Alejandro el Grande, un resultado confirmado en la batalla de Ipsos de 301 a. C..

### El fin de la dinastía real
Mientras Ptolomeo y Antígono se enfrentan, y Seleuco está ocupado en Asia, Macedonia conoce trágicos acontecimientos, con la desaparición de la casi totalidad de la familia real. El tratado de paz permite a Casandro conservar su título de «strategos de Europa» hasta la mayoría de edad del rey Alejandro IV. Es prácticamente la condena de muerte de Alejandro y de su madre, Roxana, que son asesinados en 310 a. C. Poliperconte, nuevamente en desacuerdo con Casandro, toma bajo su protección a Heracles, hijo ilegítimo de Alejandro y Barsine, y levanta un ejército de 20.000 hombres. Casandro se siente incapaz de hacerle frente, pero le ofrece compartir el poder en Grecia, a cambio de deshacerse de Heracles. Heracles es asesinado, y así desaparece el último miembro masculino de la dinastía Argéada, y el último obstáculo para que los diádocos se proclamen reyes.

## Cuarta guerra de los Diádocos (308 a.C.-301 a.C.)
Tras la paz alcanzada en la tercera guerra de los Diádocos, la guerra estalló de nuevo. Ptolomeo había extendido su poder al mar Egeo y a Chipre, mientras que Seleuco estaba consolidando su poder en los vastos territorios del este del imperio de Alejandro. A partir de 318 a. C., Seleuco, emprende un largo conflicto con el príncipe indio Chandragupta Maurya, que acaba con un tratado de paz en 303 a. C. Seleuco abandona las satrapías indias del imperio de Gandhara, así como la parte oriental de Aracosia y Gedrosia, pero se apodera de Bactriana y coloca el centro de su poder en Babilonia, creando la capital de Seleucia del Tigris. 
Pero es Ptolomeo el que retoma la iniciativa en el mar Egeo, donde domina la confederación de las Cícladas, bajo control de Antígono. Aprovechando un conflicto familiar entre Antígono y su sobrino Polemón, se construye un principado en Eubea. alrededor de Calcis. En ese momento, Demetrio está ocupado en Asia con Seleuco, y Antígono no tiene flota. El sátrapa de Egipto sabe que ya no puede contar con sus antiguos aliados. Casandro está ocupado en oscuros conflictos internos de la península balcánica, y Lisímaco tiene que defender sus fronteras de nuevos ataques. Así que tiene que actuar solo, y en 310 a. C. envía a su general Leónidas a apoderarse de Cilicia. La reacción de Antígono es rápida: recupera Frigia y vence a Leónidas. Pero en 309 a. C., Ptolomeo se apodera de las ciudades costeras de Caria y de Lidia.
Por estas fechas, Ptolomeo parece alcanzar un acuerdo con Antígono para repartirse el mar Egeo. Las islas serían recuperadas por Antígono, y la Grecia continental para Ptolomeo. Esta alianza está claramente dirigida contra Casandro y Poliperconte. A partir de 308 a. C., Ptolomeo atraviesa el Egeo y se apodera de Andros, y luego desembarca en el Peloponeso. Sus embajadores llaman a la libertad de los griegos. Pero los acontecimientos en Cirenaica le preocupan, así que hace un tratado con Casandro y vuelve a Egipto.
La retirada de Ptolomeo de Grecia continental deja el campo libre a Antígono. En efecto, acaba de firmar un tratado con Seleuco, reconociendo su control sobre las satrapías orientales, y aprovechando que este está ocupado en su frontera oriental, vuelve su activismo hacia lo que siempre fue su objetivo: Grecia y Macedonia. Hace construir una nueva flota (la anterior había pasado a poder de Ptolomeo), y en 308 a. C.-307 a. C., Demetrio parte de Éfeso con 250 naves. Entra en Atenas, expulsa a Demetrio de Falero, el gobernador de Casandro que gobernaba desde hacía 10 años, y proclama de nuevo la libertad de las ciudades griegas. Los acontecimientos son muy desfavorables para Casandro, que se ve rechazado más allá de las Termópilas, y pierde también el Épiro.
Esta situación es inaceptable para Ptolomeo, para quien el nuevo poder de Antígono supone una amenaza. Así que también arma una flota para atacar Siria. Demetrio es llamado por su padre, sin haber podido tomar Corinto ni Sición, en manos de Leónidas, el general de Ptolomeo. Parte para Chipre y vence al strategos Menelas en la batalla de Salamina de Chipre en 306 a. C..

### Los diádocos se proclaman reyes

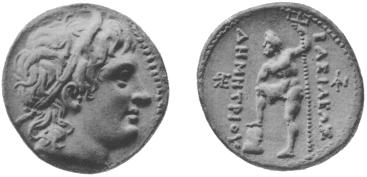
Pieza con la efigie de Demetrio Poliorcetes ΒΑΣΙΛΕΩΣ ΔΗΜΗΤΡΙΟΥ / BASILEÔS DÊMÊTRIOU, « Rey Demetrio »).

Este éxito anima a Antígono, que tiende siempre a la restauración del imperio de Alejandro, a tomar, junto con su hijo, el título de basileus (en griego antiguo: Βασιλεύς, «rey») bajo el nombre de Antígono I, y Demetrio I. Plutarco cuenta que fue por iniciativa de Aristodemo de Mileto por lo que se tomó la decisión. De cualquier modo, es una manera de afirmarse como el sucesor de Alejandro, sobre todo, después de la desaparición de los últimos herederos de la dinastía argéada. El hecho de que, según Apiano, Demetrio sea asociado al trono, ilustra bien esta voluntad de fundar una nueva dinastía.
Evidentemente, los demás diádocos deben reaccionar, y adoptan sucesivamente una actitud idéntica, tomando el título real. Así se convierten en reyes, Ptolomeo I (305 a. C.), Casandro de Macedonia, Lisímaco de Tracia, y Seleuco I. Era una manera de oponerse a las pretensiones imperiales de Antígono, y de asegurar la legitimidad de sus poderes. La consecuencia más directa es el desmembramiento definitivo del imperio, y el nacimiento jurídico de las monarquías helenísticas.

### El sitio de Rodas
En el mismo año, Antígono intentó invadir Egipto, pero las tormentas impidieron el abastecimiento de la flota de Demetrio, y fue obligado a volver a casa. Ahora, con Casandro y Ptolomeo muy debilitados, y Seleuco ocupado en el este, Antígono y Demetrio se ocuparon de Rodas, a la que sometieron a sitio en 305-304 a. C., sin conseguir tomar la ciudad. 
Si Rodas adopta una estricta neutralidad en los conflictos de los diádocos, sus intereses económicos se orientan preferentemente a una alianza con Egipto. Además, el desarrollo de la piratería concede a la isla un papel de gendarme de los mares que le vale un gran prestigio. Antígono desea apoderarse de la ciudad por su importancia estratégica. Como ya tiene Chipre, si consigue Rodas, puede controlar el conjunto de comunicaciones del Mediterráneo oriental y el Egeo.
Demetrio es el encargado del asedio de la ciudad. Este sitio es uno de los más famosos de la antigüedad, y donde Demetrio gana su sobrenombre de Poliorcetes («conquistador de ciudades»), a pesar de no haber podido apoderarse de la ciudad. Utiliza numerosas máquinas de asedio, a las cuales, los rodios oponen una gran valentía. Ptolomeo, Casandro y Lisímaco abastecen a la ciudad, que está a punto de ceder en 305 a. C. Por fin, gracias a la intervención de la Liga etolia, se firma un acuerdo. Rodas se convierte en aliada de Antígono, excepto contra Egipto.

### La guerra de cuatro años en Grecia (307 a.C.-304 a.C.)
Si Demetrio pone fin al asedio es porque en Grecia, Casandro ha vuelto a la ofensiva, amenazando Atenas. En 306 a. C. Casandro se enfrenta a los etolios, consiguiendo batirles. En vista de la situación. Casandro pide la paz, pero Antígono la rechaza, y en 304 a. C. Demetrio vuelve del asedio de Rodas y reaparece en Grecia, rechazando a Casandro al norte de las Termópilas, y poniendo fin a la guerra de los cuatro años. Casandro llama en su ayuda a sus aliados, que invaden Anatolia.
En vista de la situación, Casandro pide la paz, pero Antígono la rechaza, y Demetrio invade Tesalia, donde se enfrenta a Casandro, sin resultados concluyentes. Entonces, Casandro llama en su ayuda a sus aliados, y Anatolia es invadida por Lisímaco, forzando a Demetrio a abandonar Tesalia, y enviar a sus tropas a Asia Menor, para ayudar a su padre. 

### La última coalición contra Antígono (302 a.C.)

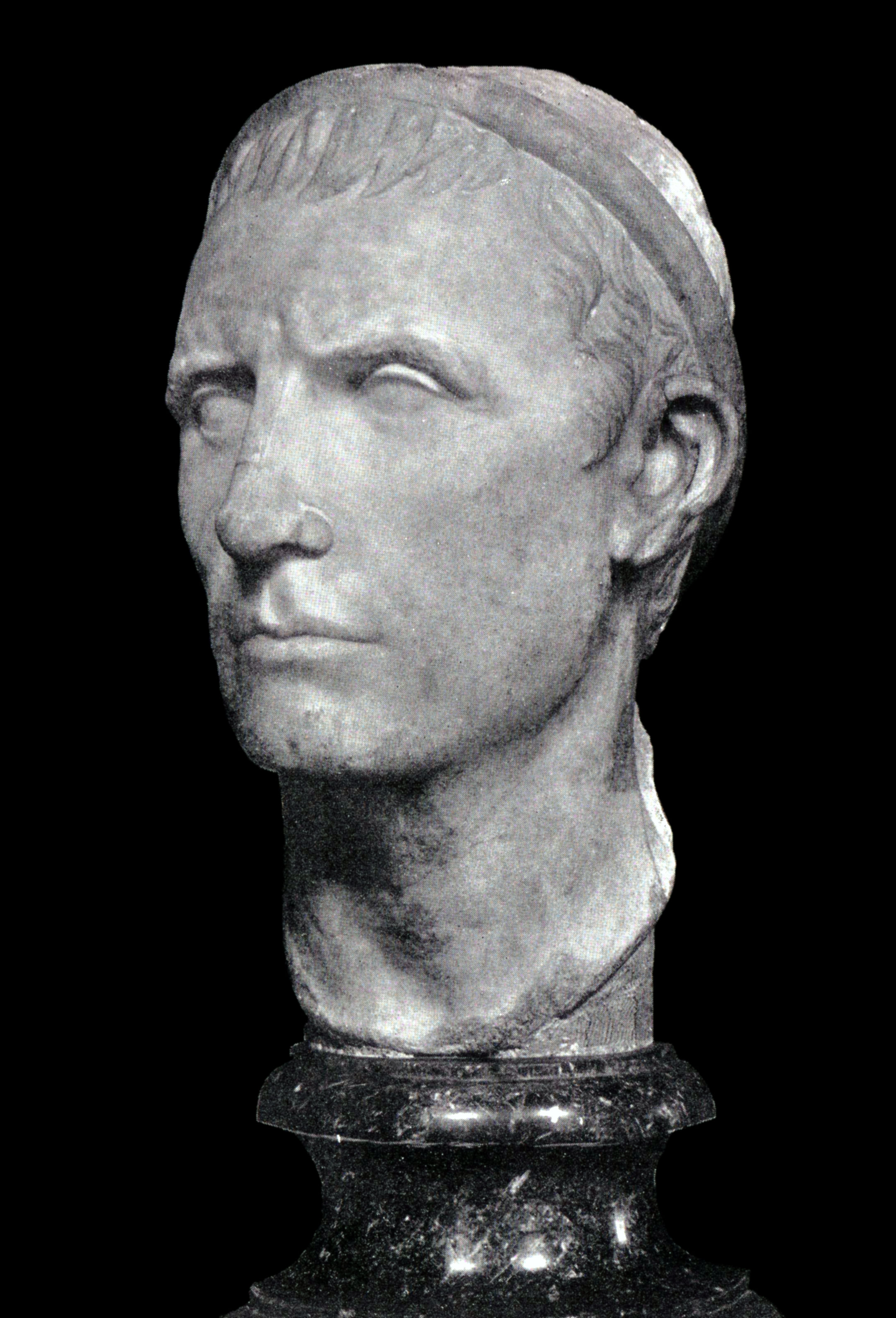
Antíoco III el Grande.

Los demás diádocos no pueden ver a Casandro despojado de su reino, sin reaccionar. Si Antígono y Demetrio se apoderan de Grecia y Macedonia, tendrán una legitimidad aún mayor. En 304 a. C. comienzan unas negociaciones que acaban en una nueva coalición contra el viejo soberano. Las fuerzas son equivalentes, pues la inmensidad de la riqueza del reino de Antígono le permite movilizar efectivos considerables. Por tanto, es necesario para sus adversarios conseguir la unión de sus fuerzas, si quieren ganarle. El plan consiste en ganar tiempo, con una defensa obstinada en Europa contra Demetrio, que permita sorprender a Antígono con un ataque de Lisímaco en Asia, y temporizar hasta reunir a todas las fuerzas aliadas.
Lisímaco es el primero en ponerse en marcha en la primavera de 302 a. C. Con ayuda de tropas enviadas por Casandro, invade Frigia helespóntica, recibiendo la sumisión de numerosas ciudades de la costa de Licia y Caria. Antígono marcha a su encuentro y llama a Demetrio. 
Este está invadiendo Tesalia en la primavera de 302 a. C., contorneando las Termópilas con su flota. Arregla rápidamente un armisticio con Casandro, y pasa a Asia, desembarcando en Éfeso, que pone bajo su control. Casandro, desde la partida de Demetrio, se ocupa de restablecer su autoridad de Tesalia y Fócida, amenazando a Argos, en el Peloponeso. Derroca a Pirro de Epiro, y le reemplaza por Neóptolemo.
La llegada de Demetrio a Asia pone a Lisímaco en dificultades. Los refuerzos que recibe de Casandro son barridos por Demetrio, así que se retira Heraclea para pasar el invierno, y esperar la llegada de Seleuco, que inverna en Capadocia. En cuanto a Ptolomeo, comete un error importante, pues habiendo invadido Celesiria, y preparándose para recibir a Seleuco, se bate en retirada, por la falsa noticia de una victoria de Antígono. La llegada de Seleuco con 500 elefantes de guerra, obtenidos de Chandragupta Maurya, trastorna la relación de fuerzas. Antígono se retira a Frigia, pero es vencido y muerto en la batalla de Ipsos, en 301 a. C.  
Demetrio huye a Grecia, para tratar de preservar los restos de su gobierno. Lisímaco y Seleuco se reparten los territorios de Antígono, quedándose el primero con el oeste de Asia Menor, y el segundo con el resto, excepto Cilicia y Licia, que son para Plistarco, el hermano de Casandro.

## Últimos conflictos entre los diádocos

### La partición del reino de Antígono

Los reinos de los diádocos en 301 a. C.:
Seleuco
Ptolomeo
Lisímaco
Casandro
Epiro

La batalla de Ipsos consagra definitivamente el desmembramiento del imperio de Alejandro. La idea de unidad del mundo helenístico es abandonada. El reino de Antígono se divide en cuatro:
- Reino de Macedonia y Grecia para Casandro. Disputado por Demetrio.
- Asia menor para Lisímaco. A excepción de algunas plazas en Licia, Panfilia y Pisidia, en manos de Ptolomeo.
- Resto de Asia, para Seleuco.
- Cilicia, un pequeño reino de existencia efímera, para Pleistarco, hermano de Casandro.

### Demetrio
El personaje central del período que separa la batalla de Ipsos de la batalla de Corupedio (281 a. C.), que marca el final de las guerras de los diádocos, es la de Demetrio, el hijo de Antígono. Sus acciones determinan en gran medida las reacciones de los demás diádocos. Pero Demetrio no domina el período, pues su ambición resulta oscurecida por una falta de medida y de prudencia, así como por su inconstancia. Gran general, logra importantes victorias, pero también su fogosidad es causa de desastres decisivos. Pronto a aprovechar la menor ocasión, carece de un plan a largo plazo y de objetivos claramente definidos. Seductor y generoso, adopta a menudo una conducta orgullosa, que le aleja de unos apoyos fieles. Su vida novelesca, llena de acciones brillantes y bruscos cambios de fortuna termina sin gloria, en cautividad (285 a. C.)

### Primeros conflictos entre los vencedores
La «Gran alianza» entre los adversarios de Antígono Monóftalmos no dura mucho. Pronto sobreviene un conflicto entre Ptolomeo y Seleuco por la Celesiria. Prometida a Ptolomeo, en caso de victoria sobre Antígono, es ocupada por el Lágida. Pero después de su retirada poco gloriosa antes de la derrota final de Antígono, esta provincia es atribuida a Seleuco, que la reclama. Ante la negativa de Ptolomeo a retirarse, Seleuco no insiste, pero tampoco renuncia a sus derechos. Así nace la espinosa cuestión de la Siria meridional, que va a envenenar las relaciones entre Lágidas y Seléucidas. Ptolomeo decide anticiparse a la amenaza y se aproxima a Lisímaco, a quien ofrece a su hija Arsínoe en matrimonio en 299 a. C.. El diádoco de Tracia, a su vez, casa a su hija, también llamada Arsínoe, con el futuro Ptolomeo II.
Esta alianza amenaza a Seleuco, que corre el riesgo de ser atacado por la espalda, en caso de conflicto. Por tanto, busca la aproximación a Demetrio Poliorcetes, con cuya hija Estratónice se casa, aunque más tarde se la cede a su hijo, Antíoco, profundamente enamorado de ella. Demetrio aprovecha esta oportunidad, y desembarca en Cilicia en 299 a. C., y derroca a Pleistarco, el soberano de este reino efímero. Tras contactos diplomáticos, se llega a un acuerdo: Casandro admite la pérdida de Cilicia, y Demetrio no intenta nada contra él en Grecia

### La muerte de Casandro y nuevos conflictos entre Grecia y Macedonia
Casandro muere en una fecha indeterminada, entre 298 a. C. y 297 a. C. Esta muerte perturba el frágil equilibrio entre los diádocos, y permite a Demetrio relanzar sus ambiciones. El hijo de Casandro, Filipo IV de Macedonia, muere al cabo de unos meses, y sus dos hermanos, Antípatro II y Alejandro V, se disputan la herencia. Por consejo de su madre, Tesalónica, se reparten el reino.
Demetrio ha elegido la muerte de Casandro para intervenir de nuevo, y asedia Atenas. Esta amenaza alarma a sus adversarios, y Ptolomeo reacciona. Envía a Épiro a Pirro, con tropas, que consiguen eliminar definitivamente a su rival, Neoptólemo, en 297 a. C., y expide una flota, poco numerosa, en auxilio de Atenas. En cuanto a Seleuco, invade Cilicia, su verdadero objetivo, consagrando así la ruptura con su suegro.
Demetrio se apodera de Atenas en 294 a. C., pero ejerce un dominio bastante suave, dejando a los atenienses su constitución y sus leyes. Se contenta con instalar una importante guarnición, y se lanza a la conquista del Peloponeso. Se apodera de una parte, cuando es llamado por los acontecimientos de Macedonia.
En efecto, los dos hijos de Casandro están luchando entre sí. Antípatro II, estimándose perjudicado por la parcialidad de su madre, la hace asesinar. Alejandro V llama en su ayuda a Ptolomeo, Pirro, y lo que es más sorprendente, a Demetrio. Pirro, más rápido que Demetrio, exige como pago varias pequeñas provincias limítrofes de sus estados. Alejandro se inquieta por la llegada de Demetrio, y le recibe con fasto, haciéndole comprender que su intervención ya no es necesaria. Plutarco afirma que piensa en asesinarle para desembarazarse del problema. Pero Demetrio se adelanta y le hace matar por sus guardias en Larissa. Luego marcha contra Antípatro, que es derrotado, y huye con Lisímaco. Así, en otoño de 294 a. C., Demetrio realiza el viejo sueño de su padre, y se convierte en rey de Macedonia.

### La caída de Demetrio (288 a.C.-285 a.C.)
En 289 a. C., Pirro lanza una expedición contra Macedonia, aprovechando la noticia de que Demetrio está enfermo, Pero este reacciona rápidamente, y obliga al rey de Épiro a volver a su frontera. Esta operación revela, sin embargo, la debilidad del rey de Macedonia, y el descontento de la población, agotada por 75 años de guerras incesantes. Ptolomeo, consciente de esta debilidad, parece ser el origen de una vasta coalición, que engloba a Seleuco, Pirro y Lisímaco. Pirro y Lisímaco invaden Macedonia en 288 a. C., con el apoyo de la flota de Ptolomeo. Demetrio vence a Lisímaco en Anfípolis, pero Pirro es acogido como un liberador por los mismos macedonios, y Demetrio es obligado a huir. Su esposa, Fila se da muerte. Macedonia es repartida entre Pirro y Lisímaco. Este reparto solo puede ser provisional, pues la cohesión de sus habitantes y de sus intereses es muy fuerte. 
Sin embargo, el hijo de Antígono no está totalmente derrotado, pues posee numerosas posesiones griegas. En 287 a. C. pone sitio a Atenas, que bajo la dirección de Olimpiodoro, se ha rebelado. La ciudad es salvada por los demás diádocos, pero Pirro reconoce a Demetrio sus posesiones en Tesalia y resto de Grecia. Parece que Ptolomeo, del que Pirro es aliado, quiere obstaculizar el poder creciente de Lisímaco, con una alianza entre Pirro y Demetrio. La política de Ptolomeo es inmutable, siempre dirigida contra todo el que suponga una amenaza para Egipto. Especialmente teme un poder fuerte en Grecia y Macedonia, porque quiere asegurarse el dominio del mar Egeo. 

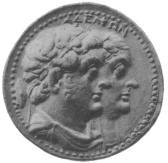
Pieza con la efigie de Ptolomeo II y Arsínoe II.

Lisímaco es impopular en sus propios estados, por su autoritarismo y la fiscalidad excesiva. Pero es dueño de una parte importante de Asia menor, de Tracia y de media Macedonia. El asesinato de la reina Amastris, que gobierna Heraclea Póntica, le da ocasión de intervenir y apoderarse de la ciudad. Demetrio no duda en desembarcar en Mileto, dejando sus posesiones griegas en manos de su hijo, Antígono II Gónatas, para acabar con Lisímaco. Pero aparece un hijo de Lisímaco, Agatocles, con un ejército numeroso que hace retroceder a Demetrio a Frigia, y luego, abandonado por sus soldados, a Cilicia, territorio de Seleuco, donde se ve obligado a rendirse (285 a. C.). Lisímaco exige su muerte, pero Seleuco se contenta con mantenerle prisionero hasta su muerte, en 283 a. C.

### El final de Lisímaco
La ruina de Demetrio representa el apogeo del reino de Lisímaco. Una vez eliminado, se apodera en 285 a. C. de la parte sur de Macedonia, correspondiente a Pirro. Esto le resulta fácil, porque el rey de Épiro es abandonado por la mayor parte de sus tropas macedonias, cuya fidelidad prefiere a Lisímaco, que es macedonio. Lisímaco resulta así uno de los tres soberanos preponderantes, junto con Ptolomeo y Seleuco.

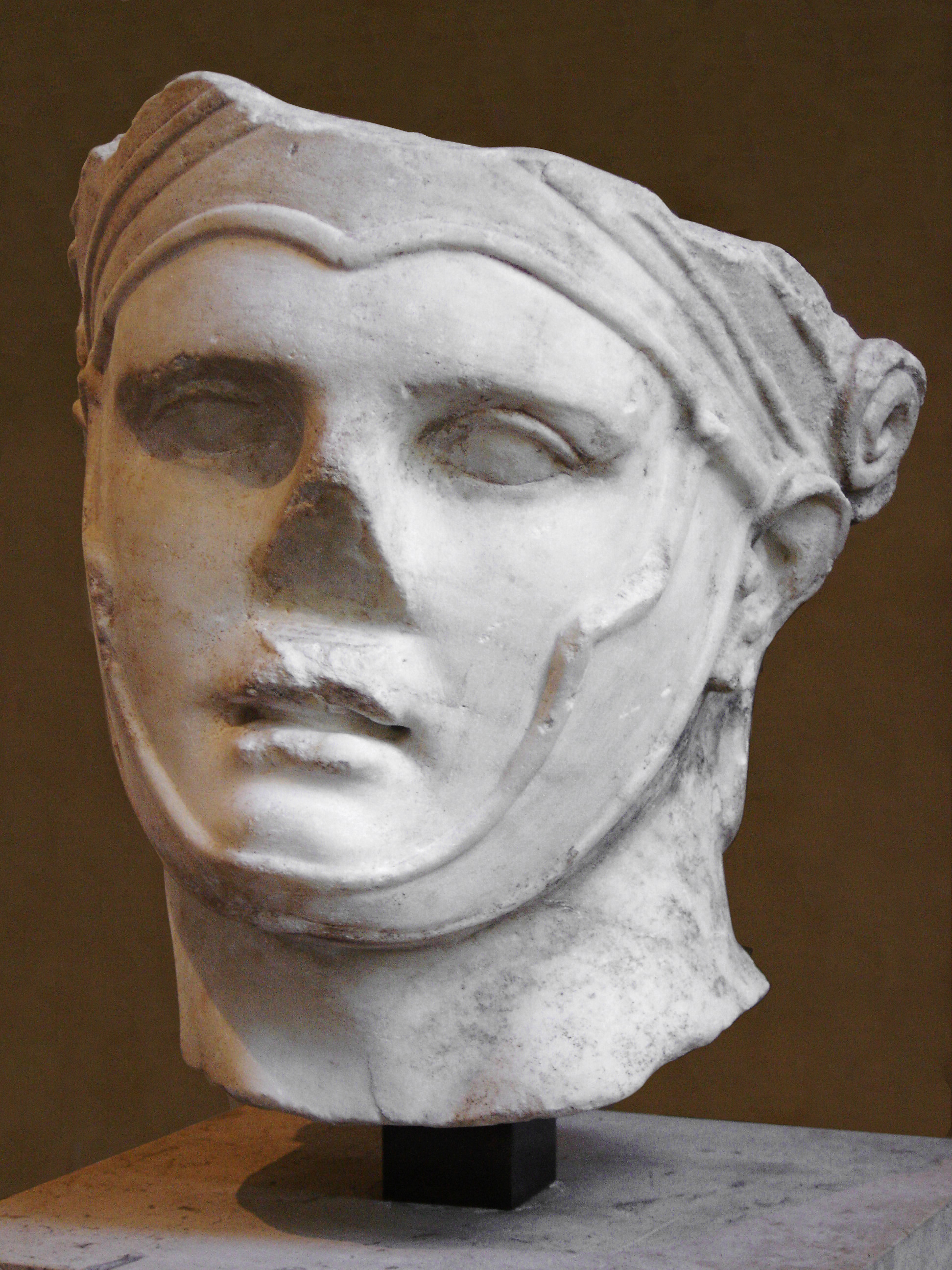
Seleuco I, fundador de la dinastía Seléucida
Busto de época romana imperial. Museo del Louvre.

Sin embargo, un suceso doméstico va a arruinar su posición. Cuando Ptolomeo abdica en 285 a. C. en Ptolomeo II, deshereda a su hijo mayor Ptolomeo Ceraunos, que se refugia en la corte de Lisímaco. Lisímaco, temeroso de que su hijo Agatocles conspire contra él, le manda asesinar. Como Ptolomeo Ceraunos es cuñado de Agatocles, teme por su vida, así que huye a la corte de Seleuco y le anima a la guerra contra Lisímaco. El encuentro decisivo tiene lugar en la batalla de Corupedio en 281 a. C., y Lisímaco es derrotado y muerto.

### La muerte de Seleuco
La batalla de Corupedio se considera generalmente como el final del período de conflictos entre los diádocos. Ya solo queda Seleuco, pues Ptolomeo había muerto en 283 a. C., y aparece como el gran vencedor. El trono de Macedonia está vacante, y Seleuco ve la ocasión única de restaurar la unidad del imperio (con excepción de Egipto) .
Pero Seleuco olvida rápidamente las promesas hechas a Ptolomeo Ceraunos, y este, que esperaba ser rey de Macedonia, prepara un complot y hace asesinar a Seleuco en la proximidad de la capital de Lisímaco. (280 a. C.)
La muerte del último diádoco ve desaparecer a la generación de oficiales de Alejandro. Marca también la existencia de las tres grandes potencias que dominan la época helenística: El reino de Macedonia, el reino Seléucida, y el Egipto Lágida.